# Kilmarnock (Wirginia)
Kilmarnock – miasto w Stanach Zjednoczonych, w stanie Wirginia, w hrabstwie Northumberland.